# Spårvägen i Voltjansk
Spårvägen i Voltjansk är en 7,6 kilometer lång spårvagnslinje i staden Voltjansk i Ryssland.

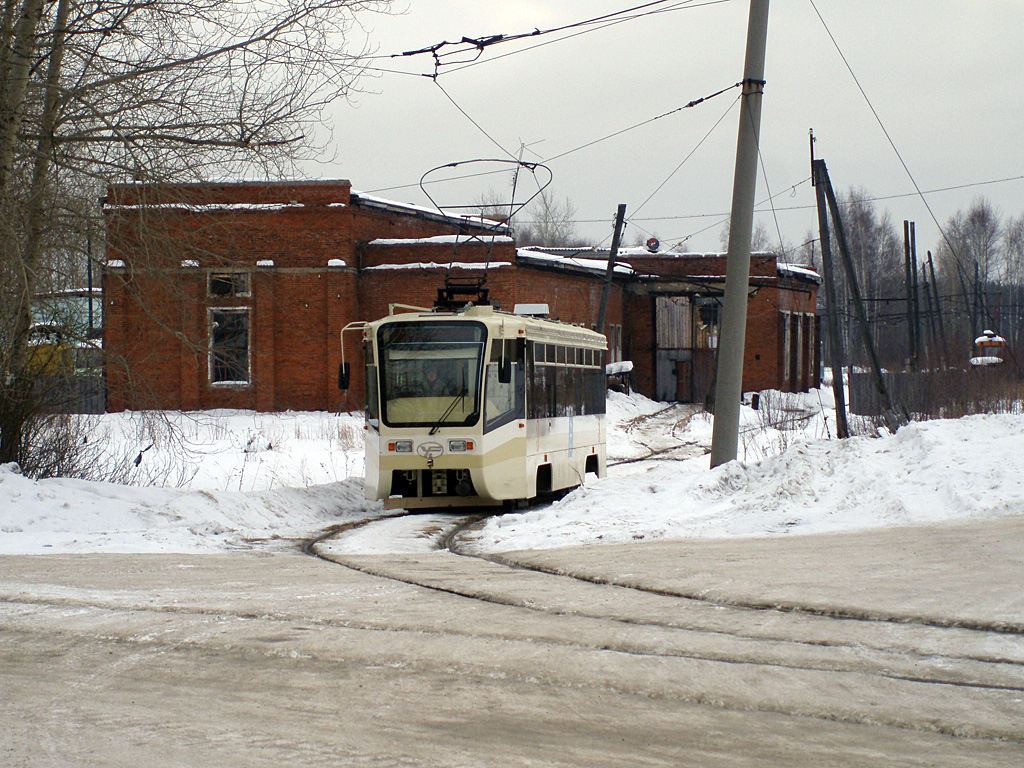
Spårvagn utanför spårvagnshallen i Voltjansk

Spårvagnslinjen, som går mellan de två stadsdelarna i Voltjansk, invigdes den 31 december 1951. Den är enkelspårig med en spårvidd på 1 524 mm (bredspår) och har 13 hållplatser. Den ursprungliga sträckan var 5,5 kilometer lång, men år 1953 förlängdes spårvägen till grannstaden Karpinsk, en sträcka på 16 kilometer. År 1959 tillkom en 3 kilometer lång linje till Razrez 5. Linjen till Karpinsk lades ner år 1965 och trafiken till Razrez 5 upphörde år 1994.

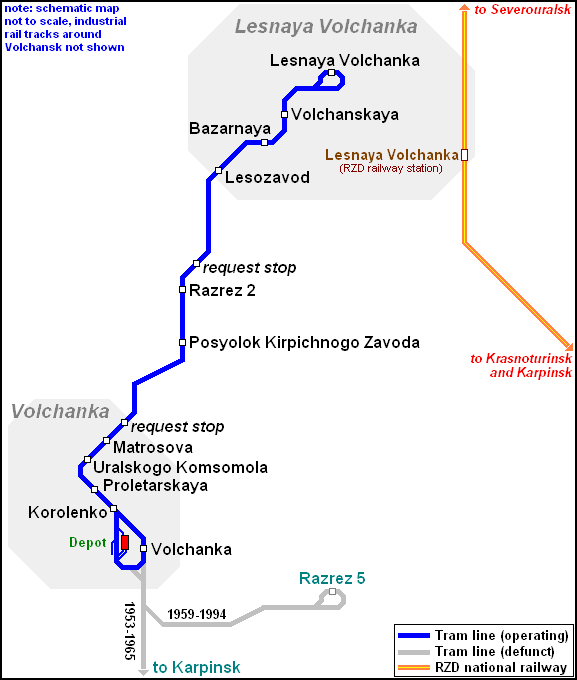
Linjekarta, 2013.

Spårvägen drevs från början av gruvbolaget Volchanskugol, som ägde en brunkolsgruva i området. År 1994 övergick driften till kommunen. Idag (2017) går spårvagnen en gång i timmen.
Voltjansk är den minsta staden i Ryssland med en fungerande spårväg.